# Klaas de Vries (compositeur)
Pour l'homme politique, voir Klaas de Vries.
Klaas de Vries, né le 15 juillet 1944 à Terneuzen, est un compositeur néerlandais. Jusqu'à sa retraite en 2009, il enseigne la composition au conservatoire de Rotterdam. Il peut être qualifié d'influent dans la vie musicale néerlandaise.

## Biographie
Klaas de Vries est né le 15 juillet 1944 à Terneuzen, dans la province de Zélande aux Pays-Bas. De 1965 à 1972, il étudie le piano, la théorie et la composition au conservatoire de Rotterdam. Il poursuit ses études de composition à partir de 1972 au conservatoire de La Haye avec le compositeur néerlandais Otto Ketting, y remportant le prix de la composition en 1974. Après avoir remporté ce prix, de Vries a étudié avec le compositeur croate Milko Kelemen à Stuttgart, en Allemagne. De Vries a remporté deux fois le prix Matthijs Vermeulen : en 1984 pour son travail discantus (1982) et en 1998 pour son opéra A King, Riding et l' Interludium pour orchestre à cordes (1996).
De 1972 à 1981, de Vries commence à enseigner la théorie au conservatoire de Twente et est nommé conférencier en théorie, instrumentation et composition au conservatoire de Rotterdam en 1979. Parmi ses nombreux élèves de cette école, aujourd'hui aussi connu sous le nom Rotterdam School, figurent Thorkell Atlason, Antonio Pinho Vargas, António Chagas Rosa, Oscar van Dillen, Andreas Kunstein, Sergio Luque, César de Oliveira, Juan Felipe Waller, Philemon Mukarno, Dimitris Andrikopoulos, Astrid Kruisselbrink, Florian Magnus Maier, Felipe Perez Santiago, Joey Roukens, Edward Top, Jian-Hua Zhuang, Evrim Demirel et Rob Zuidam. De Vries a donné des master classes à Bruxelles, Paris, Manchester, Porto, Moscou et San Francisco.
Dans les années 1970, De Vries s'est impliqué dans l'organisation des concerts STAMP, en coopération avec Theo Loevendie. Depuis les années 1980, il collabore également avec le compositeur Peter-Jan Wagemans à l'organisation de la fondation Unanswered Question. Cette fondation s'est concentrée sur l'exécution des travaux des départements de composition des conservatoires de Rotterdam, Amsterdam, La Haye et Utrecht.
Les compositions de de Vries sont interprétées, entre autres, par l' orchestre philharmonique de Rotterdam, le Royal Concertgebouw Orchestra et l'ensemble ASKO.

## Style de composition

### Premières influences
De ses études avec Otto Ketting, De Vries développe une fascination pour Stravinsky, Bartók et Berg. Stravinsky est l’influence la plus importante pour l’école des compositeurs de La Haye. L’école de La Haye peut être caractérisée par l’utilisation de blocs harmoniques de type collage, une façon de composer associée à des compositeurs tels que Louis Andriessen. Bien qu'atteignant la maturité de composition dans cet environnement, de Vries n'a pas tardé à comprendre les limites de ce style. Néanmoins, de Vries continua à utiliser une approche anti-romantique de l'écriture musicale, partagée avec l'école de La Haye (Oskamp 11-29).
Une autre technique apprise par Otto Ketting est le sérialisme, bien que cela ne l’ait jamais vraiment fasciné (Schneeweisz 8). Mis à part une œuvre, à savoir Refrains (1968) pour deux pianos et orchestre, il ne s'est jamais senti à l'aise avec les techniques sérialisées. Il devait abandonner cette approche rapidement (Oskamp 123).
Les influences ultérieures de De Vries sont venues de la musique de Varèse, Charles Ives et de la musique improvisée (Schneeweisz 8-9). Il a appris de ces compositeurs une ouverture d’esprit à la composition musicale, ce qui lui a permis de suivre son propre chemin musical.

### Style mature
Les compositions de De Vries peuvent être décrites comme une recherche d'une identité musicale propre, l'objectif principal étant la création d'un style d'écriture permettant de s'affranchir des nécessités de la composition. La musique de Berio l'incite à abandonner le style scolaire de La Haye et ses blocs harmoniques statiques. Dans son ouvrage bewegingen (anglais: mouvements) (1979), il expérimente l'utilisation des transitions et de la continuité fluides (Oskamp 124).
De Vries se concentre davantage sur ses propres notes pour se convaincre elles-mêmes, au lieu que les notes soient le résultat de systèmes pré-compositionnels (Schneeweisz 10, 11). En ce sens, il est très conscient du fait qu’il est impossible d’envisager entièrement l’effet des notes écrites sur l’auditeur. Son approche de la composition peut être qualifiée de spéculative (Klis 388-389). Pour pouvoir donner un sens à ses notes écrites, De Vries s'est par exemple penché sur le symbolisme des techniques baroques, comme le motif qui s'effondrait pour illustrer l'idée de la mort. De Vries s'est également intéressé à la réutilisation de la musique du passé (Wenekes 30), comme l'illustre son Organum (1971) dans lequel il a réintroduit le style de Perotinus dans un cadre moderne.
Dans ses œuvres, de Vries tente de créer un équilibre entre structure et expression. Une chose évolue de l'autre. Pas seulement des éléments individuels ou des séquences, mais des œuvres entières (Schneeweisz 11-12).

### Influences littéraires
Dans sa recherche de nouvelles formes d'expression dans sa musique, de Vries se tourne également vers la littérature. Dans son opéra de chambre Eréndira (1984), il utilise le roman de Gabriel García Márquez. Avec l'utilisation d'instruments comme la mandoline et la guitare, cette musique évoque une atmosphère exotique (Wennekes 28).
La sonate de De Vries (1987) pour piano seul marque un tournant qui a conduit à un rôle encore plus important d'influences extra-musicales (Schneeweisz 12). La sonate elle-même est basée sur le roman Dr. Faustus de Thomas Mann. De Vries est également grandement inspiré par les romans des auteurs latino-américains, en particulier par les œuvres de l'auteur argentin Jorge Luis Borges. Borges crée dans ses œuvres une grande variété de répétitions mystérieuses qui forment un thème récurrent. Nous pouvons constater une tendance similaire dans la philosophie compositionnelle de de Vries. Comme il n’est pas possible d’envisager entièrement l’effet de la musique écrite sur un auditeur, celui-ci découvre de nouvelles facettes dans une œuvre lorsqu’il l'écoutera ultérieurement. C'est avec cela que de Vries tente de jouer en introduisant des répétitions et des variations d'éléments musicaux, le rapprochant ainsi de la philosophie de l'auteur argentin (Klis 390).
L'idée de Borges de créer des histoires alternatives dans ses romans fascine beaucoup de Vries. Dans sa trilogie De profundis, ... sous nuit par parapluie. . ., Diafonía (1988-1991), de Vries reconstruit le passé. Le . . . Sous nuit par parapluies ... (1989) traite d'une reconstruction alternative de la musique de l'Antiquité. Diafonía (1988-1989) traite d'une réinvention de la musique folk. Dans la dernière œuvre des trois, De profundis (1991) de Vries combine le matériel musical des deux premières œuvres (Oskamp 122).
L’auteur portugais Fernando Pessoa, dont les poèmes sont régulièrement utilisés par le compositeur, est une autre source d’inspiration. Le poème Abdicaçao de Pessoa est utilisé par De Vries pour son œuvre Abdicaçao (1996) pour chœur a cappella. Ceci et d'autres poèmes reviennent dans son opéra A King, Riding (1996) (Wenekes 28).
De Vries travaille également en étroite collaboration avec les auteurs. Son opéra Wake (2010) est basé sur le désastre des feux d'artifice d'Enschede en 2000, lorsqu'un stockage de feux d'artifice a explosé et dévasté toute une partie de la ville. Le livret est écrit par l'auteur anglais David Mitchell en étroite collaboration avec de Vries. Le titre de l'opéra est une allusion à Finnegans Wake du romancier irlandais James Joyce (NPSpodium, Wind).

## L'opéraUn roi à cheval
L'opéra A King, Riding (1996) peut être considéré comme l'une des œuvres les plus importantes et les plus réussies de De Vries jusqu'à présent. L'opéra est basé sur le livre The Waves de l'auteure anglaise Virginia Woolf. Le titre fait référence à un passage du livre. De Vries utilise également trois poèmes de Pessoa. The Waves est composé de monologues de six personnages différents et traite de leur monde individuel, intellectuel et émotionnel. Il y a un septième personnage, appelé Percival, qui ne parle jamais. Les six personnages qui parlent ne parlent de lui que de manière subjective. Bien que Percival ne parle jamais, il est le personnage de liaison parmi les six personnages. Sa véritable identité reste un mystère. Les poèmes de Pessoa forment un moment de réflexion sur l'histoire de Woolf.

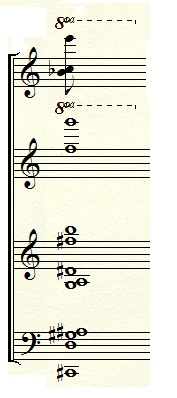
figure 1. L'accord fondamental utilisé dans A King, Riding

L'idée d'identités multiples, que l'on retrouve dans le livre, est la plus grande source d'inspiration pour de Vries. "Il n'y a pas une identité stable, mais plusieurs dans lesquelles le lecteur passe de l'une à l'autre" (Deurzen 215). L'opéra est basé sur la question de l'essence de l'identité (Oskamp 125).
Dans Un roi, les six personnages sont représentés par six voix chantées accompagnées de six instruments. Percival, le septième personnage, a aussi un instrument solo, mais pas de voix chantante car il ne parle jamais. Cela a conduit au concept de De Vries de personnages doubles ; la symbiose de la partie chantée et de l'instrument solo constitue le personnage dans son ensemble (Deurzen 216). Les instruments solo sont accompagnés de sons électroniques. Ces sons créés électroniquement ont à la fois les voix chantées et les instruments solo la source. Une idée d'identité à plusieurs niveaux est ensuite créée. La première couche est formée par les voix qui chantent. La deuxième couche est formée par l'ombre solo-instrumental, elle a les mêmes caractéristiques mais est plus vague et flexible que la voix. La troisième couche est formée par l'électronique, les instruments solos sont toujours reconnaissables, mais sont déformés (Deurzen 218).

### Techniques de composition
Le travail a un accord fondamental qui fonctionne comme un bloc de construction au sens harmonieux de tout le travail. Tous les autres accords et harmonies sont dérivés de cet accord.
L'accord, représenté à la figure 1, est constitué de combinaisons d'accords de septième dominants, combinés les uns aux autres. Le résultat est un langage harmonique qui sonne de manière chromatique et dissonante, mais donne toujours une sensation de mouvement (Zuidam 40).
Au sens mélodique, A King, Riding fonctionne avec une courbe mélodique de base et est modifié tout au long du morceau. Ce processus se fait en partie grâce à l'utilisation de l'électronique. Il est divisé en entités plus petites, en miroir et les modifications sont ajoutées. Au sens rythmique, nous pouvons trouver beaucoup de valeurs proportionnelles (Zuidam 40).
Un autre aspect important est l'utilisation de la rhétorique baroque. Les instruments solistes accentuent l'état émotionnel des voix chantées en utilisant des intervalles et des motifs rythmiques spéciaux. Aussi, le travail dans son ensemble est construit comme une passion moderne : les airs solo sont variés avec des parties instrumentales et d'ensemble. Ces parties, parmi lesquelles les poèmes de Pessoa, sont construites en tant que chorales et madrigaux baroques selon des techniques polyphoniques. Les poèmes sont présentés comme des "hétérophonies" (Deurzen 217).
L'œuvre a été créée le 21 mai 1996 au Royal Circus à Bruxelles. Le travail a été exécuté par les forces unies de ASKO et Schönberg Ensemble, dirigé par Reinbert de Leeuw.

## Œuvres
- Trois pièces pour quintette à vent (1968)
- Chaîne de changements pour piano solo (1968)
- Refrains, pour orchestre et 2 pianos (1970)
- Fantaisie en cinq parties, pour ensemble de flûte ou autre instrumentation (1971)
- Organum, pour 4 trombones et 3 pianos (amplifié) (1971)
- Mars, pour saxophone ténor et piano (1972)
- Follia, pour cuivres, percussions, instruments électroniques et cinq instruments à cordes solo (1972-1973)
- Kwartet, pour instruments à cordes basses (1973)
- Kadens, pour orchestre à vent (1973)
- Tegenzangen, pour chœur mixte à quatre voix et orchestre avec chœur et ensemble de percussions (1973)
- Twee koralen, pour 4 saxophones (1974)
- Quasi una fantasia, pour instruments à vent, percussions, orgue électronique et quintette à cordes (1975)
- Moeilijkheden, pour instruments à vent et piano (1977)
- Impromptu, pour flûte et percussion (1978)
- Bewegingen, pour 15 instruments (1979)
- Kotz, suite pour 11 instruments (1979)
- Rondo, pour cor et piano (1979)
- Drie harpisten, 3 pièces pour 3 petites harpes (1979)
- Das Lebewohl? oder... das Wiedersehn, deux petites pièces pour quatuor à cordes (1979)
- Zones, pour grand chœur et orchestre (1980)
- Tombeau, pour orchestre à cordes (1980)
- Discantus, pour orchestre (1982)
- Eréndira, opéra pour 5 solistes instrumentaux, petit choeur et ensemble, livret de Peter te Nuyl (1984)
- Musique instrumentale d'Eréndira, pour ensemble (1984, rév. 1992)
- 4 tango, pour voix et 4 accordéons (1985)
- Meurtre dans le noir, 5 œuvres microtonales pour clavecin (1985)
- Phrases, pour soprano solo, chœur mixte, 6 solistes instrumentaux et orchestre (1986)
- Sonate pour piano (1987)
- Diafonía - la Creación, pour deux sopranos et ensemble (1988-1989)
- Diafonía - la Creación, pour deux sopranos et deux pianos (1988-1989)
- Chansons et danses pour violon et piano (1989)
- ... Sub nocte per umbras..., pour grand ensemble (1989)
- Berceuse, pour clarinette basse et percussions (1990)
- De profundis, pour grand orchestre à vent (1991)
- Umbrae, pour alto-enregistreur, enregistreur de basse et piano (1992)
- Eclips (Hommage à Alexandre Scriabine), pour ensemble (1992)
- Quatuor à cordes no 1 (1993)
- Déplacement sur la mort de Johan Ockeghem, pour ensemble
- Un roi, circonscription, oratorio panoramique en 3 parties (1995)
- Abdicaçao, pour chœur mixte a cappella (1996)
- Tegen de tijd, élégie pour alto-solo (1998)
- Concerto pour piano et orchestre (1998)
- Concerto pour piano et orchestre, version pour piano et six instrumentistes (1998, rév. 2003)
- Aleph, pour orchestre mixte et chœur (1999)
- Litanie, pour mezzo-soprano et huit violoncelles (1999)
- Antagonistische ode, pour orchestre (2000, rév. 2005)
- Preludium - Interludium - Postludium, pour 23 instruments à cordes (1996-2000)
- Ghaf, pour ensemble (2003)
- Versus, pour ensemble de cuivres (2004)
- Concerto pour violon et orchestre, concerto pour violon et orchestre (2005)
- Stimmen-Engführung, pour chœur a cappella (2006)
- Pa pa pa Vrouw vrouw vrouw, pièce de théâtre musical pour baryton, mezzo-soprano, flûte à bec, percussion et cymbalum (2007)
- Just Numbers, Dancing, pour orchestre (2007)
- Wake, opéra en 4 actes. Livret de David Mitchell et électronique de René Uijlenhoet (2010)
- Providence, pour orchestre symphonique (2011)
- Le Tombeau de Sweelinck (2011)
- Spiegelpaleis, pour ensemble et électronique (par René Uijlenhoet) (2012)
- Tweede Pianoconcert, pour piano et ensemble (2013)
- Honderd nachten, honderd jaren, pièce de théâtre musical pour danseuse, mezzo-soprano, choeur d'hommes, petit ensemble et orgue (2013)
- Tout ce que nous aimons est lié au passé, pour trio avec piano et mezzo-soprano (2013)

## Discographie
- Domaines, Bewegingen, Follia, Discantus, Phrases - Orchestre philharmonique de Rotterdam, dir. Otto Ketting ; Orchestre de la radio néerlandaise, dir. Lucas Vis… (1993, coll. « Composers' Voice », Donemus) (OCLC 154650471)
- Le clavecin contemporain : Murder in the dark - Annelie de Man, clavecin (8-12 décembre 1993, NM Classics) (OCLC 33063967)
- Diafonía : la Creación ; Sub nocte per umbras ; De Profundis - Gerrie de Vries et Reina Boelens, sopranos, ASKO Ensemble, dir. David Porcelijn ; Schönberg Ensemble, dir. Reinbert de Leeuw (1994, coll. « Composers' Voice », Donemus) (OCLC 42038357)
- Concerto pour piano (version pour petit ensemble - Trio Osiris : Ellen Corver, piano ; Peter Brunt, violon ; Larissa Groeneveld, violoncelle ; avec Eline van Esch, flûte et piccolo ; Godelieve Schrama, harpe ; Arnold Marinessen, percussion ; Diede Brantjes, clarinette (19 novembre 1999, NM Classics)
- Abdicação - Cappella Amsterdam, dir. Daniel Reuss (18-19 mai 2000, Q Disc Q97043) (OCLC 53184094)
- A King Riding - Doelenensemble ; Schönberg Ensemble, dir. Reinbert de Leeuw (5 février 2001, coll. « Composers' Voice », 2 SACD Donemus) (OCLC 56566909)
- Les maîtres néerlandais et leurs inspirations : Haiku's - Gerrie de Vries, récitante ; Quatuor Stolz : Marieke Schut, hautbois ; Jellantsje de Vries, violon ; Liesbeth Steffens, alto ; Doris Hochscheid, violoncelle (2014, Challenge Classics CC 72633) — avec des œuvres d'Einar Einarsson Torfi, Théo Verbey et Robert Zuidam ; Maurice Ravel, Scriabine et Franz Liszt.
- Bart Berman, piano ; Vriend, Hekster, Loevendie, De Vries, Kleinbussink (Golf)